# Josef Žáček
Josef Žáček (* 26. května 1951, Praha) je český malíř.

## Biografie
Za témata svých obrazů si Josef Žáček vybírá určité společenské či politické fenomény, často velmi nezvyklé či dokonce kontroverzní, jako byl v roce 1993 cyklus portrétů hledaných příslušníků německé teroristické skupiny R.A.F. Promýšlí je až do nejzazších filozofických premis, a de facto se tak zabývá obecnými problémy lidské existence, jako je například svoboda či systémové násilí moci, které pak vyjadřuje v oproštěných, mnohdy i těžko dešifrovatelných symbolech.
Jedná se většinou o monumentální monochromní formáty, zjednodušené formy zbavené detailů a barevnost redukovaná na jeden či dva tóny. Jeho ikonickou barvou se stala zejména černá.
Pracuje zásadně v tematických cyklech.
Studoval malbu na Akademii výtvarných umění v Praze. V roce 1988 stál u zrodu pražského centra Galerie mladých, dříve Galerie U Řečických, kde probíhaly nezávislé výstavy mladých umělců a organizované akce bez dohledu státní moci. V lednu 1989 měl v této galerii svoji první samostatnou výstavu abstraktních obrazů na téma Evangelium svatého Matouše.
V roce 1992 se stal kmenovým autorem významné pražské Galerie Behémót.
Během svého studijního pobytu v Sant' Abbondiu ve Švýcarsku, v roce 1993, Žáček vytvořil kontroverzní portréty hledaných členů poslední generace Frakce Rudé armády, inspirované událostmi v Bad Kleinen z 27. června téhož roku. Amorfně temné portréty jsou tvářemi páriů z policejních plakátů. Cyklus obrazů nazvaný Hledání ve ztraceném prostoru 1993byly vystaveny v roce 1994 v pražské Galerii Behémót. Autor klade nepříjemné otázky o smyslu a povaze anarchie a terorismu.
V GHMP vystavil v roce 1995 rozměrnou kompozici Madona prosperity, alegorii na Dürerovu „Růžencovou slavnost“. Novodobá ikonografie má i novodobé atributy. Madonou prosperity – madonou peněz - ztvárňuje ve znakové podobě výrazný fenomén nové doby: konzumní šílenství s nastupující adoraci peněz.
V cyklu Genius loci (2004, Galerii kritiků v Praze), který je volným pokračováním předchozího cyklu Oči velkoměsta představeného v roce 2002, dominuje rozsáhlý obraz siluet černých psů. Autor se zde zabývá proměnou a mizejícím duchem města.
V roce 2011, vystavil v Centru současného umění DOX portréty šesti členů ruské bojové guerilly přezdívaných Přímořští partyzáni, z nich dva jsou již po smrti. Podnětem k namalování souboru s názvem Bez komentářebyla událost, která se odehrála v roce 2010 na ruském Dálném východě v Primorském kraji. V tomto cyklu se opět projevuje Žáčkova ostrá reflexe radikálních tendencí boje proti mocenské zvůli a totalitním praktikám všech autoritativních režimů. Portréty skupinu teenagerů Přímořských partyzánů (nejmladšímu je 18, nejstaršímu 23 let) děsí svojí syrovostí a nekompromisně krvavou brutalitou.
Další významné cykly obrazů : Nebeští ptáci (1992, 2G, Gegenwart, Berlin), Hledání ve ztraceném prostoru (1994, Galerie Behémót), Až budou lumíci létat... (1995, GHMP, Staroměstská radnice), Vesmír (1997, Behémót), Apate (1999, Galerie Bayer and Bayer), Oči velkoměsta (2002, Behémót), Sen o apokalypse (2007, Severočeské galerii v Litoměřicích), Krajina (2010, Galerie NoD), Šepoty (2011, DOX Praha), Osamělost (2012, Topičův salon), Anticorps (2017, GHMP, Praha)
Laureát Ceny Revolver Revue za rok 2014.

## Publikace
- WOHLMUT, Radek. Josef Žáček: Surrogate. Praha: Bold Gallery, 2021. 26 s.

### Publikace
- PÁNKOVÁ Marcela, REZEK Petr, KOZELKA Milan: “Až budou lumíci létat.../Once lemmings fly up...“, Galerie hlavního města Prahy, 1995 ISBN 80-7010-041-9
- GASPAROLI Roberto: Josef Žáček, Artest '93, Fondazione Bick di S. Abbondio, 1993
- REZEK Petr, JIROUS Ivan M., KOSIK Antonín, Vlasta Čiháková–Noshiro: Josef Žáček 90. léta, Galerie Behémot, 2002
- JIROUS Ivan M., MACHALICKÝ Jiří, DRURY Richard, KOZELKA Milan: Josef Žáček, Galerie Aspekt, 2010 ISBN 978-80-254-7515-7
- Milan Kozelka: Startuji do San Francisca, Vetus Via, Prague, 2016 ISBN 978-80-87422-21-2
- Ludvik Hlaváček; Magdalena Juříková, Milan Kozelka: Anticorps, Galerie hlavního města Prahy, 2017 ISBN 978-80-7010-124-7